# Jacques Celliers
Jacques Celliers (* 25. Januar 1978 in Südwestafrika) ist ein ehemaliger namibischer Radrennfahrer.
Er gewann 2006 den Namibian Cycle Classic und wurde dreimal namibischer Meister im Einzelzeitfahren sowie Vize-Afrikameister im Mannschaftszeitfahren 2009. Celliers nahm an den Commonwealth Games 1998 und 2006 teil.

## Erfolge
2006
- Namibian Cycle Classic

2007
- Namibischer Meister – Einzelzeitfahren

2008
- Namibischer Meister – Einzelzeitfahren

2009
- Afrikameisterschaft – Mannschaftszeitfahren

2010
- Namibischer Meister – Einzelzeitfahren